# Dennis Bogner
Dennis Bogner (* 11. Februar 1985 in Reutte, Österreich) ist ein deutscher Sänger und Schriftsteller.

## Leben
Nach Abschluss einer Ausbildung zum Bankkaufmann in Österreich zog Bogner 2004 nach Köln. Im November 2007 wurde er von seinem Produzent entdeckt. Kurz darauf unterschrieb er einen Plattenvertrag und begann mit der Produktion der Maxi-CD „Irgendwo, Irgendwann“. Dieser Song schaffte es auf Anhieb in die „Party- und Schlagercharts“ von WDR4 und Bogner erhielt dafür den Sound Award als „Bester deutscher Newcomer Schlager 2008“ von der EGFM. 2009 gewann er den Vorentscheid des 17. Alpen Grand Prix 2009 in Vilshofen mit seinem Song „Im Himmel ist ein Zimmer frei“. 2009 veröffentlichte er sein Debütalbum „Erzähl mir keine Märchen“. 2012 trennt sich Bogner jedoch von seiner bisherigen Plattenfirma und beschreitet musikalisch neue Wege. Im Juni 2013 veröffentlicht er seinen ersten Roman "Alte Seelen" als E-Book für den Amazon Kindle. Bogner ist außerdem regelmäßig im deutschen Privatfernsehen zu sehen.

## Auszeichnungen
- 2008 – Sound Award der EGFM („Bester Newcomer Schlager 2008“)
- 2009 – Deutscher Rock- und Pop Preis („Bester neuer Schlagerkünstler 2009“)
- 2010 – Deutscher Rock- und Pop Preis (Single "Frei" feat. Loop Project)

## Diskografie
- „Irgendwo, Irgendwann“ – Maxi-CD, VÖ: 2. Mai 2008
- „Schließ die Augen und träum“ – DJ Single, Mai 2009
- „Im Himmel ist ein Zimmer frei“ – Radio-Promo-Single, Juni 2009
- „Erzähl mir keine Märchen“ – DJ Single, Oktober 2009
- „Erzähl mir keine Märchen“ – Album, 23. Oktober 2009
- "Frei" feat. Loop Project – VÖ: 05/2010
- "Wie eine Insel" – Radio-Promo-Single, November 2010